# Mistrovství světa v rallye 1987
Mistrovství světa v rallye 1987 (anglicky: World Rallye Championship 1987) byla série závodů mistrovství světa v rallye v roce 1987. Vítězem se stal Fin Juha Kankkunen na voze Lancia Delta HF. Automobilka Lancia získala i pohár konstruktérů.

## Rallye Monte Carlo 1987
1. Miki Biasion, Siviero - Lancia Delta HF
2. Juha Kankkunen, Piironen - Lancia Delta HF
3. Walter Röhrl, Geistdorfer - Audi 200 Quattro
4. Ingvar Carlsson, Carlsson - Mazda 323 4WD
5. Kenneth Eriksson, Dietman - Volkswagen Golf II GTI 16V
6. Jen-Pierre Ballet, Lallement - Citroën Visa 1000 Pistes
7. Dorche, Breton - Citroën Visa 1000 Pistes
8. Jean Ragnotti, Thimonier - Renault 11 Turbo
9. Erwin Weber, Wanger - Volkswagen Golf II GTI 16V

## Švédská rallye 1987
1. Timo Salonen, Harjanne - Mazda 323 4WD
2. Mikael Ericsson, Johansson - Lancia Delta HF
3. Juha Kankkunen, Piironen - Lancia Delta HF
4. Ingvar Carlsson, Carlsson - Mazda 323 4WD
5. Markku Alen, Kivimaki - Lancia Delta HF
6. Stig Blomqvist, Cederberg - Ford Sierra XR4i
7. Per Eklund, Whittock - Audi Quattro
8. Kenneth Eriksson, Dietman - Volkswagen Golf II GTI 16V
9. Danielsson, Eklind - Audi Quattro
10. Johansson, Ostensson - Audi Quattro

## Portugalská rallye 1987
1. Markku Alen, Kivimaki - Lancia Delta HF
2. Jean Ragnotti, Thimonier - Renault 11 Turbo
3. Kenneth Eriksson, Dietman - Volkswagen Golf II GTI 16V
4. Juha Kankkunen, Piironen - Lancia Delta HF
5. Francois Chatriot, Perin - Renault 11 Turbo
6. Fischer, Zeltner - Audi Quattro
7. Rudi Stohl, Kaufmann - Audi Quattro
8. Miki Biasion, Siviero - Lancia Delta HF
9. Santos, Oliviera - Ford Sierra Cosworth
10. Jorge Recalde, Del Buono - Fiat Uno Turbo

## Safari rallye 1987
1. Hannu Mikkola, Hertz - Audi 200 Quattro
2. Walter Röhrl, Geistdorfer - Audi 200 Quattro
3. Lars-Eric Torph, Thorszelius - Toyota Supra
4. Erwin Weber, Meltz - Volkswagen Golf II GTI 16V
5. Per Eklund, Whittock - Subaru RX Turbo
6. Ulyate, Street - Toyota Supra
7. Rudi Stohl, Bertl - Audi Quattro
8. Mike Kirkland, Nixon - Nissan 200SX
9. Aaltonen, Drews - Opel Kadett GSi
10. Ari Vatanen, Tilber - Subaru SVX Turbo

## Korsická rallye 1987
1. Bernard Beguin, Lenne - BMW M3
2. Yves Loubet, Vieu - Lancia Delta HF
3. Miki Biasion, Siviero - Lancia Delta HF
4. Jean Ragnotti, Thimonier - Renault 11 Turbo
5. Francois Chatriot, Perin - Renault 11 Turbo
6. Duez, Biar - BMW M3
7. Carlos Sainz, Boto - Ford Sierra Cosworth
8. Didier Auriol, Occelli - Ford Sierra Cosworth
9. Oreille, Oreille - Renault 11 Turbo
10. Poggi, Chiaroni - Volkswagen Golf II GTI 16V

## Acropolis rallye 1987
1. Markku Alen, Kivimaki - Lancia Delta HF
2. Juha Kankkunen, Piironen - Lancia Delta HF
3. Hannu Mikkola, Hertz - Audi 200 Quattro
4. Jorge Recalde, Del Buono - Audi Quattro
5. Jean Ragnotti, Thimonier - Renault 11 Turbo
6. Erwin Weber, Meltz - Volkswagen Golf II GTI 16V
7. Miki Biasion, Siviero - Lancia Delta HF
8. Francois Chatriot, Perin - Renault 11 Turbo
9. Rudi Stohl, Kaufmann - Audi Quattro
10. Mike Kirkland, Nixon - Nissan 200SX

## Olympus rallye 1987
1. Juha Kankkunen, Piironen - Lancia Delta HF
2. Miki Biasion, Siviero - Lancia Delta HF
3. Markku Alen, Kivimaki - Lancia Delta HF
4. Millen, Bellefleur - Mazda 323 4WD
5. Alessandrini, Alessandrini - Lancia Delta HF
6. Björn Waldegaard, Gallagher - Toyota Supra
7. Jorge Recalde, Del Buono - Lancia Delta HF
8. Shekhar Mehta, Mehta - Nissan 200SX
9. Per Eklund, Whittock - Nissan 200SX
10. Smith, Ward III. - Toyota Corolla GT

## Rallye Nový Zéland1987
1. Franz Wittmann, Feltz - Lancia Delta HF
2. Kenneth Eriksson, Dietman - Volkswagen Golf II GTI 16V
3. Bourne, Eggleton - Subaru RX Turbo
4. Teesdale, Horne - Mazda 323 4WD
5. Officer, Officer - Mitsubishi Starion Turbo
6. Adamson, Adamson - Toyota Corolla GT
7. Weeber, Kennard - Toyota Starlet
8. Davies, Curry - Subaru RX Turbo
9. Hazu, Ichio - Isuzu Gemini Turbo

## Argentinská rallye 1987
1. Miki Biasion, Siviero - Lancia Delta HF
2. Jorge Recalde, Del Buono - Lancia Delta HF
3. Erwin Weber, Meltz - Volkswagen Golf II GTI 16V
4. Kenneth Eriksson, Dietman - Volkswagen Golf II GTI 16V
5. Raies, Campana - Renault 18 GTX
6. Lemos, Cezar - Volkswagen Gol
7. Fleck, Klein - Volkswagen Gol
8. Bescham, Garcia - Fiat Regata 85
9. Soto, Christie - Renault 18 GTX
10. Schmauk, Horta - Alfa Romeo 33

## Finská rallye 1987
1. Markku Alen, Kivimaki - Lancia Delta HF
2. Ari Vatanen, Harryman - Ford Sierra RS Cosworth
3. Stig Blomqvist, Cederberg - Ford Sierra RS Cosworth
4. Per Eklund, Whittock - Audi Quattro
5. Juha Kankkunen, Piironen - Lancia Delta HF
6. Edling, Andersson - Mazda 323 4WD
7. Sebastien Lindholm, Pettersson - Audi Quattro
8. Palmqvist, Juselius - Audi Quattro
9. Johansson, Johansson - Audi Quattro
10. Heinonen, Eirtovaara - Audi Quattro

## Rallye Pobřeží slonoviny 1987
1. Kenneth Eriksson, Dietman - Volkswagen Golf II GTI 16V
2. Shekhar Mehta, Mehta - Nissan 200SX
3. Erwin Weber, Meltz - Volkswagen Golf II GTI 16V
4. Tauziac, Papin - Mitsubishi Starion
5. Copetti, Dionneau - Toyota Corolla GT
6. Choteau, Van de Wauwer - Toyota Corolla GT
7. Yace, Mace - Mitsubishi Starion
8. Molino, Albanese - Lancia Delta HF
9. Donner, Wrede - Subaru RX Turbo
10. Kouame, Kouame - Toyota Celica GT

## Rallye San Remo 1987
1. Miki Biasion, Siviero - Lancia Delta HF
2. Bruno Saby, Fauchille - Lancia Delta HF
3. Jean Ragnotti, Thimonier - Renault 11 Turbo
4. Didier Auriol, Occelli - Ford Sierra Cosworth
5. Tabaton, Tedeschini - Lancia Delta HF
6. Frequelin, Breton - Opel Kadett GSi
7. Fiorino, Pirollo - Lancia Delta HF
8. Mikael Ericsson, Johansson - Lancia Delta HF
9. Alessandrini, Alessandrini - Lancia Delta HF
10. Haider, Pattermann - Opel Kadett GSi

## RAC Rallye 1987
1. Juha Kankkunen, Piironen - Lancia Delta HF
2. Stig Blomqvist, Cederberg - Ford Sierra RS Cosworth
3. Jimmy McRae, Grindrod - Ford Sierra RS Cosworth
4. Mikael Ericsson, Johansson - Lancia Delta HF
5. Markku Alen, Kivimaki - Lancia Delta HF
6. Llewelin, Short - Audi Quattro
7. Jonsson, Johansson - Opel Kadett GSi
8. Carlos Sainz, Boto - Ford Sierra Cosworth
9. Kenneth Eriksson, Dietman - Volkswagen Golf II GTI 16V

## Celkové pořadí

### Značky
1. Lancia Racing - 140
2. Audi Sport - 74
3. Renault Sport - 71
4. Volkswagen Motorsport - 63
5. Mazda Motorsport - 52
6. Ford M-Sport - 45
7. Toyota Team Europe - 22
8. BMW Motorsport Prodrive - 20
9. Subaru World Rally Team - 11
10. Opel Motorsport - 10

### Jezdci
1. Juha Kankkunen, Gallagher - Lancia Delta HF - 100
2. Miki Biasion, Siviero - Lancia Delta HF - 94
3. Markku Alen, Kivimaki - Lancia Delta HF - 88
4. Kenneth Eriksson, Dietman - Volkswagen Golf II GTI 16V - 70
5. Jean Ragnotti, Thimonier - Renault 11 Turbo - 51
6. Erwin Weber, Meltz - Volkswagen Golf II GTI 16V - 44
7. Stig Blomqvist, Cederberg - Ford Sierra RS Cosworth - 33
8. Hannu Mikkola, Hertz - Audi 200 Quattro - 32
9. Jorge Recalde, Del Buono - Lancia Delta HF - 30
10. Mikael Ericsson, Johansson - Lancia Delta S4 - 28